# 大黄鼠
大黄鼠（学名：Spermophilus major）是一种分布于俄罗斯南部和哈萨克斯坦北部等地区的啮齿动物，隶属于松鼠科黄鼠属。

## 形态特征
大黄鼠平均体长275毫米，平均尾长83毫米。身体背面部为灰黄锈色，具有不明显的白色至锈色斑点；面部眼下面有1明显的锈黄色斑；尾上面毛色似体背面，下面带锈色；后足足底裸露。